# NGC 5143
NGC 5143 is een balkspiraalstelsel in het sterrenbeeld Jachthonden. Het hemelobject werd op 17 april 1855 ontdekt door de Ierse astronoom William Parsons.

## Synoniemen
- MCG 6-30-5
- ZWG 190.8
- ZWG 189.67
- KUG 1322+366B
- PGC 46918